# ビーチサッカー
ビーチサッカーは、サッカーの一種で砂浜で行うものをいう。
ビーチサッカーはもともとブラジルで始まったもので、近年欧米に普及してきたという。外国では有名なサッカー選手もしばしばビーチサッカーに転向することがあり、そのことがビーチサッカーの普及の原動力になっている。

## ルール

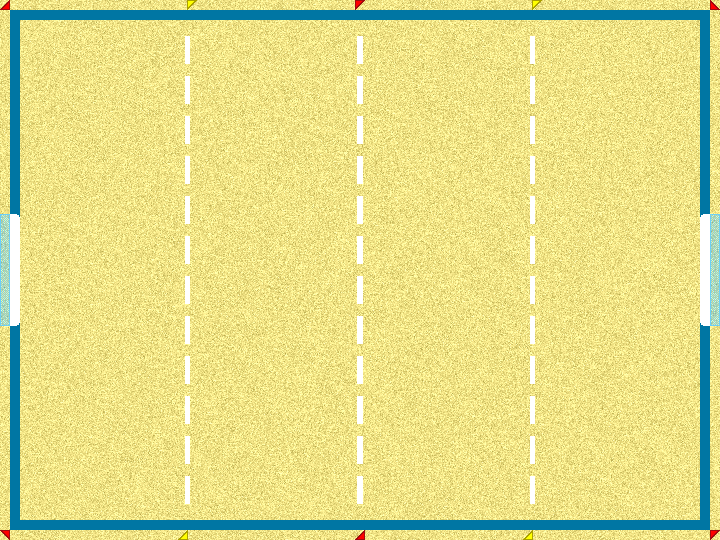
ビーチサッカーのピッチ

基本的なルールは11人制のサッカーと変わらないが、コートのサイズや試合時間、プレーヤーの数などに違いがある。
コートの広さは縦37m×横28m、一般的なサッカーのコートが縦105m×68mなので面積は凡そ1/7、縦横の比率ではビーチサッカーのコートはやや正方形に近い形状である。
サッカーとはルールの差異があり、サッカーの試合が1チーム11人で行われるのに対し、ビーチサッカーは1チーム5人で行われる。さらに、サッカーが前後半それぞれ45分で行われるが、ビーチサッカーでは12分×3ピリオドで行われる。
選手の交代回数に制限はない。この他、スローインとキックインを選択できるボールインバウンド、フリーキックの際に壁を作れない、試合再開後ないしはフリーキック後、1回まで認められるバックパスと呼ばれるものなど、ビーチサッカー独自のルールもある。特に選手の交代回数に制限はないことは大きく、11人制のサッカーを体力の衰えで引退した高齢の往年のスター選手が入れ替わり立ち替わり出場することを可能にしており、ブラジルなど諸外国では、往年のスター選手がビーチサッカー普及の原動力になっている。また、往年のスター選手の受け入れ先になっている。

## 歴史
ブラジルを発祥とし、世界各地でレクリエーションとして長年親しまれてきたビーチサッカーは、1992年、アメリカ、ロサンゼルスにおいて統一ルールを設ける試みがなされ、その次の夏にはマイアミビーチにおいてアメリカ・ブラジル・アルゼンチン・イタリアが参加した初めてのプロによるビーチサッカーの国際大会が開催された。
1994年4月、ブラジル、リオデジャネイロのコパカバーナビーチにおいて行われた大会で初めてビーチサッカーの試合がテレビ放送され、翌年にはコパカバーナで初めてのビーチサッカーの世界選手権が行われた。第1回大会の優勝国はホスト国のブラジルであった。この競技会の成功により国際的な関心が高まりを見せ、1996年のプロビーチサッカーツアー開始につながった。
最初のプロビーチサッカーツアーは、2年かけて南アメリカ、アジア、ヨーロッパ、そしてアメリカ合衆国の各地で60試合を行うもので、これを受けて1998年にはヨーロッパで欧州プロビーチサッカーリーグ（EPBSL、ユーロBSリーグ）が創設された。ユーロBSリーグは世界最大規模のビーチサッカーのプロツアーへと成長した。
1995年以降10回にわたって開かれていたビーチサッカーの世界選手権は、2005年から国際サッカー連盟主催のFIFAビーチサッカー・ワールドカップとなった。

## おもな大会

### 世界
- FIFAビーチサッカーワールドカップ

### 地域
- ユーロビーチサッカーリーグ

### 日本
- 全国ビーチサッカー大会
- Beach Soccer地域リーグチャンピオンシップ
- ビーチサッカーフェスティバル
- ザ・ビーチ選手権大会